# Mauern (Kienberg)
Mauern ist ein Gemeindeteil der Gemeinde Kienberg im Landkreis Traunstein (Regierungsbezirk Oberbayern, Bayern).

## Geographie
Der Weiler liegt circa drei Kilometer nördlich von Kienberg Richtung Emertsham.

## Baudenkmäler
- Hofkapelle, neugotisch mit Spitzturm, bezeichnet 1903[2]